# Caitlin Gregg
Caitlin Gregg (Nueva York, 7 de noviembre de 1980) es una deportista estadounidense que compitió en esquí de fondo.
Ganó una medalla de bronce en el Campeonato Mundial de Esquí Nórdico de 2015, en la prueba de 10 km. Participó en los Juegos Olímpicos de Vancouver 2010, ocupando el sexto lugar en la prueba de velocidad por equipo.

## Palmarés internacional
| Campeonato Mundial | Campeonato Mundial | Campeonato Mundial | Campeonato Mundial |
| Año                | Lugar              | Medalla            | Prueba             |
| ------------------ | ------------------ | ------------------ | ------------------ |
| 2015               | Falun (Suecia)     | Medalla de bronce  | 10 km              |